# Troop
Troop est un groupe R&B américain originaire de Pasadena. Il est composé de Steve Russell, Allen McNeil, John Harreld, Rodney Benford, et Reggie Warren †, qui sont tous des amis d'enfance.

## Biographie
Le groupe fut formé dans les années 80 et se voient offrir un contrat chez Atlantic Records après avoir gagné un concours télévisé de jeunes talents.
Ils sortent leur premier single "Mamacita" en 1988 qui se hissera à la deuxième place du Billboard's R&B Charts.
S'ensuivra un premier album éponyme, puis le groupe gagne une certaine popularité avec un second opus intitulé "Attitude" incluant les tubes "Spread My Wings" et "All I Do is Think of You" (une reprise des Jackson 5).
Après avoir enregistré trois autres albums, le groupe se sépare pendant quelque temps pour se consacrer aux projets personnels et à la production.
En 2004, Troop enregistre à nouveau un nouveau single, "Thizzle", et un album est en préparation.
Regie Warren est mort en Mars 2021.

## Discographie
Albums
- Troop (1988)
- Attitude (1989)
- Deepa (1992)
- A Lil' Sumpin' Sumpin' (1994)
- Mayday (1998)

Singles
- Mamacita (1988)
- My Heart (1989)
- All I Do is Think of You (1989)
- Spread My Wings (1990)
- Sweet November (1992)